# Kurt Hager
Kurt Leonhard Hager (ur. 24 lipca 1912 w Bietigheim, zm. 18 września 1998 w Berlinie) – wschodnioniemiecki filozof, funkcjonariusz partyjny SED, uważany za jej głównego ideologa, ortodoksyjny stalinista.

## Życiorys
Urodził się w rodzinie kelnera i sprzątaczki. Ukończył szkoły podstawową i średnią w Stuttgarcie (1920-1931). Pracował jako stażysta w radzieckiej spółce handlu produktami naftowymi „Derop” (Deutsche Vertriebs-Gesellschaft für Russische Ölprodukte A. G.) w Stuttgarcie. Był członkiem Chrześcijańskiego Związku Młodych Mężczyzn (Christlicher Verein Junger Menschen) i Socjalistycznej Ligi Studentów (Sozialistischen Schülerbundes). Pracował jako dziennikarz i wstąpił do KPD (1930) oraz do Czerwonego Związku Bojowników Frontowych (Roter Frontkämpferbund) (1932). W lutym 1933 zakłócił pierwsze przemówienie Hitlera w radiu (Stuttgarter Kabelattentat), za co został 1 marca 1933 aresztowany i wysłany do obozu koncentracyjnego w Heuberg. Po krótkim uwięzieniu wyemigrował w 1934. Przebywał w Szwajcarii (Bazylea). Był kurierem Komunistycznego Związku Młodzieży Niemiec (Kommunistischen Jugendverband Deutschlands – KJVD) do Szwajcarii, Czechosłowacji i Francji (1934-1935). Przebywał dla KJVD w Berlinie i w Płn. Niemczech (1935-1936). Uwięziony w Szwajcarii (1936); następnie pracował dla KJVD i KPD na granicy francusko-szwajcarskiej. Przebywał w Paryżu (1936). W latach 1937–1939 brał udział w hiszpańskiej wojnie domowej jako dziennikarz m.in. w Walencji; pracował też dla niemieckiej sekcji Radia Madryt. W 1939 został internowany we Francji (obozy w Argelés, Gurs), a następnie wyemigrował do Wielkiej Brytanii. Wspierany przez czeski fundusz powierniczy uchodźców (Czech Refugee Trust Fund). Był aktywny w KPD, używając pseudonimu Felix Albin (1939-1940), następnie ponownie internowany jako niebezpieczny obcokrajowiec, najpierw w Huyton koło Liverpoolu (1940-1941), a później na Wyspie Man. Pracował w lesie (1941-1946), od 1943 spawacz i dziennikarz. Następnie był w Londynie członkiem zarządu Ruchu Wolne Niemcy (Freien Deutschen Bewegung) i pracował dla organu Wolnej Młodzieży Niemieckiej (Freie Deutsche Jugend), „Freie Tribüne” w Londynie; jako współpracownik, od czerwca 1945 jako red. naczelny. W latach 1944–1946 kier. politycznym KPD w Wielkiej Brytanii.

### Okres w Radzieckiej Strefie Okupacyjnej/Niemieckiej Republice Demokratycznej
W lipcu 1946 powrócił do Berlina. Wstąpił do SED, gdzie był szefem szkolenia partyjnego i zastępcą red. naczelnego „Vorwärts” (1947-1948); Hager publikował swoje teksty pod pseudonimem „XYZ”. W 1948 ukończył kurs lektorów w Wyższej Szkole Partyjnej (Parteihochschule) w Kleinmachnow, po ukończeniu którego otrzymał w 1949 tytuł profesora filozofii (materializmu dialektycznego i historycznego) na Uniwersytecie Humboldta w Berlinie.
W 1950 rozpoczął karierę w strukturze SED, m.in. został zastępcą członka Komitetu Centralnego SED, od 1952 kierownikiem Wydziału Nauki KC SED, w 1954 został członkiem KC, w 1955 sekretarzem KC SED, w której to roli był odpowiedzialny za naukę, edukację i kulturę. W 1959 został zastępcą, w 1963 członkiem Biura Politycznego KC SED i kier. Komisji Ideologicznej Biura Politycznego, w 1958 deputowanym Izby Ludowej, w 1967 przewodniczącym Komitetu Edukacji Ludowej (Volksbildungsausschuss). W latach 1976–1989 był członkiem Rady Państwa NRD i w latach 1979-1989 członkiem Rady Obrony Narodowej. W Biurze Politycznym SED Hager uważany był za głównego ideologa i głównego funkcjonariusza zajmującego się kulturą. W tej roli był np. odpowiedzialny za zakaz pojawiania się w NRD przez Udo Lindenberga. Wielokrotnie Hager zaprzeczał istnieniu zjednoczonego niemieckiego narodu kulturowego i wspólnej niemieckiej historii. Nie akceptował pierestrojki Gorbaczowa. Z racji sprawowanych funkcji był „skoszarowany” w partyjno-rządowym osiedlu kierownictwa NRD - Osiedlu Leśnym pod Bernau.
W listopadzie 1989 Hager zrezygnował ze stanowiska zaś w styczniu 1990 został wyrzucony z SED-PDS. W 1995 wstąpił do Niemieckiej Partii Komunistycznej. W 1995 Hager został oskarżony w procesie członków Biura Politycznego o strzelanie do własnych obywateli chcących przekroczyć nielegalnie granicę z Berlinem Zachodnim i niemiecko-niemiecką. Jednak rok później postępowanie te zostało zawieszone z powodu złego stanu zdrowia wielu z oskarżonych. Kurt Hager zmarł w 1998. Jego grób znajduje się na cmentarzu centralnym Friedrichsfelde.